# 기타노역 (후쿠오카현)
기타노역(일본어: 北野駅)은 일본 후쿠오카현 구루메시에 위치한 서일본 철도 아마기 선의 역이다. 2001년까지는 당역 회송 및 야간 주박 열차가 설정되어 있었다.

## 역사
- 1915년 10월 15일: 미쓰이 전기궤도의 역으로 영업 개시.
- 1921년 12월 8일: 당역 ~ 아마기 구간 연장 개통.
- 1924년 6월 30일: 회사의 합병으로 본 회사의 역이 됨.
- 1942년
  - 9월 19일: 규슈 전기궤도에 합병되어 본 회사의 역이 됨.
  - 9월 22일: 규슈 전기궤도가 서일본 철도로 회사명 변경.
- 1963년: 역사 개축.
- 2008년 5월 18일: IC카드 nimoca 공용 개시.
- 2017년 2월 1일: 역 번호 도입.

## 역 구조
상대식 승강장 2면 2선의 지상역이다. 종일 역원이 배치되어 있다. 역사와 직결된 첫 정류장이 미야노진 방면, 구내 건널목을 건너면 2번 승강장에서 아마기 방면 승강장이지만 양쪽 선로를 미야노진, 아마기 방향 모두 출발할 수 있는 신호 구조로 되어 있다. 과거의, 당역 회송 열차는 미야노진 방면에서 통상으로 혼고・아마기 행이 발차하는 역사 건너편 승강장(2번 승강장)에 도착, 그대로 전선하지 않고 미야노진 방향으로 꺾어서 있었다. nimoca 도입까지 역사 건너편 승강장(혼고・아마기 방면 승강장)에 정기권 전용의 임시 개찰구(하차만)가 설치되어 아침 8시 25분경 도착의 열차에만 개방했다. 이는 미쓰이추오 고등학교 통학생에 대응한 조치였다.

## 역 주변
옛 기타노 거리의 중심부로 주택이 많다. 역전에는 상점가도 있다.
- 구루메 시청 기타노 종합 지소
- 공립 미쓰이추오 고등학교
- 코스모스 파크 기타노
- 기타노텐만구
- 기타노 우체국

## 사진

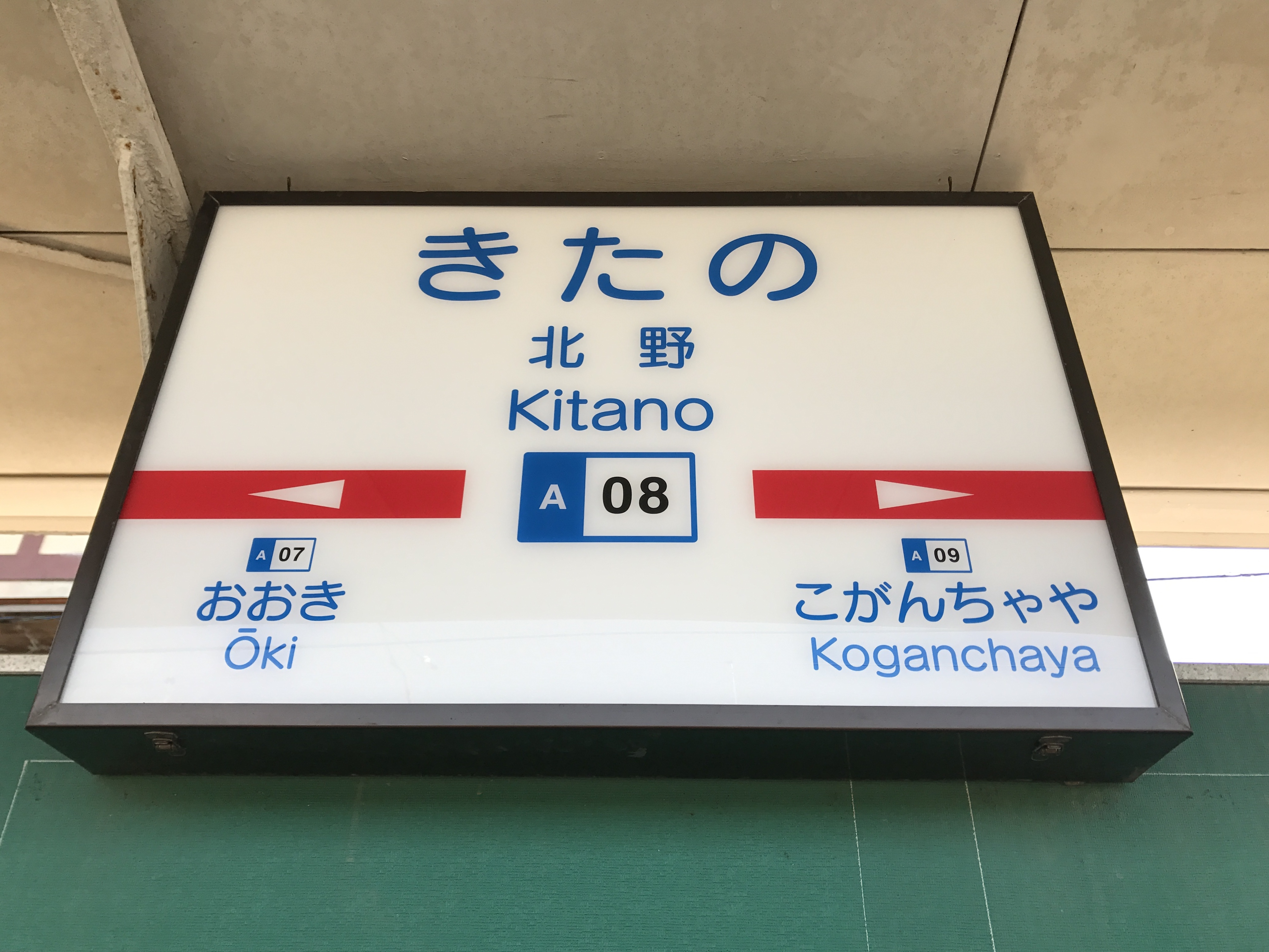
역명판

## 인접역
| 서일본 철도 ■ 아마기 선    | 서일본 철도 ■ 아마기 선 | 서일본 철도 ■ 아마기 선 |
| -------------------------- | ----------------------- | ----------------------- |
| A09 고간차야 미야노진 방면 |                         | 오키 A07 아마기 방면    |